# 克羅氏匙鰻
克羅氏匙鰻，為輻鰭魚綱鰻鱺目糯鰻亞目蛇鰻科的其中一種，分布於東大西洋區，從塞內加爾至安哥拉海域，包括西地中海，棲息深度75-300公尺，體長可達96.5公分，棲息在泥底質、藻類生長的海域，為底棲性魚類，屬肉食性，生活習性不明。